# Государственные преступления
Государственные преступления, политические преступления — преступления, направленные против существующего в государстве политического строя (заговор с целью захвата власти, призывы к насильственному изменению конституционного строя и тому подобное), а  также против внешней безопасности государства (государственная измена, шпионаж и тому подобное).
В более узком смысле государственные или политические преступления подразумевают все преступления (преступные деяния), предметом которых являются публичные и государственные права. На Западе, в конце XIX столетия, они назывались в германском праве нем. Staatsverbrechen (государственные преступления) и во французском праве — фр. Crimes contre l'Etat (преступления против государства), и под этими терминами разумели совокупность преступных деяний, направленных против государства как политического целого.

## История
Государственные преступления во многих государствах рассматривались ранее и рассматриваются в настоящее время как наиболее опасные.
Так, в конце XIX столетия, в Великобритании характер государственных преступлений выражался в формуле, по которой в делах о таких преступлениях истицей является король или королева. Важнейшие политические преступления рассматривались в суде парламента, а ещё ранее в королевском совете (Звёздная Палата), на начало XX столетия, рассматривались в королевском суде (центральном или в ассизах) с участием присяжных, а не в четвертных сессиях.
В раннем Союзе ССР «посягательства на социалистическое государство рабочих и крестьян со стороны врагов народа» рассматривались как самые опасные преступления, направленные на основные завоевания Октябрьской революции и назывались контрреволюционными преступлениями.
В Уголовном кодексе России такие преступления классифицируются как преступления против основ конституционного строя и безопасности государства (глава 29).